# USS San Francisco (SSN-711)
| «Сан-Франциско»             | «Сан-Франциско»                    | «Сан-Франциско»                    |
| --------------------------- | ---------------------------------- | ---------------------------------- |
| USS San Francisco (SSN-711) |                                    |                                    |
|                             |                                    |                                    |
|                             |                                    |                                    |
| Порт приписки               | Норфолк, штат Вірджинія            | Норфолк, штат Вірджинія            |
| Спуск на воду               | 27 жовтня 1979 року                | 27 жовтня 1979 року                |
| Сучасний статус             | навчальний корабель                | навчальний корабель                |
| Проєкт                      |                                    |                                    |
| Класифікація НАТО           | Los Angeles class                  | Los Angeles class                  |
| Основні характеристики      |                                    |                                    |
| Швидкість (надводна)        | 25 вузлів                          | 25 вузлів                          |
| Швидкість (підводна)        | 30 вузлів                          | 30 вузлів                          |
| Робоча глибина занурення    | 290 метрів                         | 290 метрів                         |
| Гранична глибина занурення  | 450 метрів                         | 450 метрів                         |
| Екіпаж                      | 12 офіцерів, 115 матросів          | 12 офіцерів, 115 матросів          |
| Розміри                     |                                    |                                    |
| Довжина найбільша (по КВЛ)  | 110,3 метра                        | 110,3 метра                        |
| Ширина корпусу найб.        | 10 метрів                          | 10 метрів                          |
| Середня осадка (по КВЛ)     | 9,7 метра                          | 9,7 метра                          |
| Водотоннажність надводна    | 5759 тонн                          | 5759 тонн                          |
| Озброєння                   |                                    |                                    |
| Торпедно- мінне озброєння   | 4 × 21 в (533 мм) торпедні апарати | 4 × 21 в (533 мм) торпедні апарати |

«Сан-Франциско» (англ. USS San Francisco (SSN-711)) — багатоцільовий атомний підводний човен, є 24-тим в серії з 62 підводних човнів типу «Лос-Анджелес», побудованих для ВМС США. Він став третім кораблем ВМС США з такою назвою, Підводний човен названий на честь міста Сан-Франциско, штат Каліфорнія. Призначений для боротьби з підводними човнами і надводними кораблями противника, а також для ведення розвідувальних дій, спеціальних операцій, перекидання спецпідрозділів, нанесення ударів, мінування, пошуково-рятувальних операцій.

## Історія створення

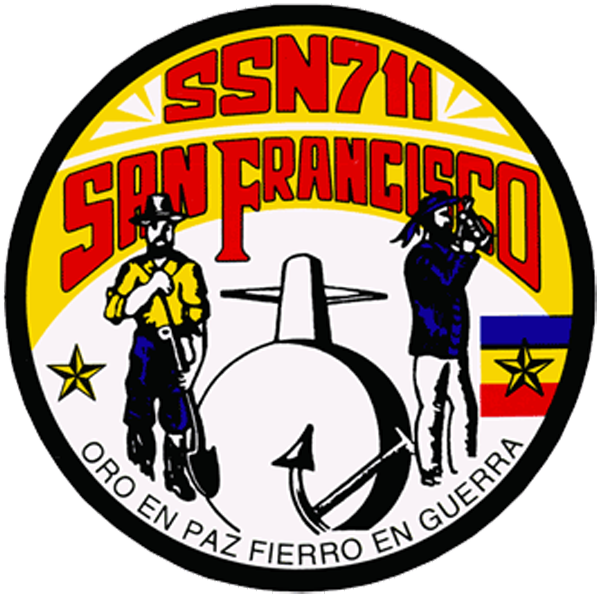
Емблема човна

Контракт на будівництво був присуджений 1 серпня 1975 року суднобудівної компанії Newport News Shipbuilding, сухий док якої розташований в Ньюпорт-Ньюс, штат Вірджинія. Церемонія закладки кіля відбулася 26 травня 1977 року. Спущена на воду 27 жовтня 1979 року. Спонсором корабля стала Роберта У. Кауфман. Субмарина введена в експлуатацію 24 квітня 1981 року. Увійшла до складу Тихоокеанського флоту ВМС США. Порт приписки Перл-Харбор. З 2000 року портом приписки стала військово-морська база Норфолк, штат Вірджинія. 18 грудня 2002 прибула в свій новий порт приписки Апра, Гуам. З 17 квітня 2009 року портом приписки стала військово-морська база Пойнт-Лома в Сан-Дієго.

## Історія служби
З 1982 по 2004 рік підводний човен ніс службу в запланованих розгортаннях в північній і західній частині Тихого океану.

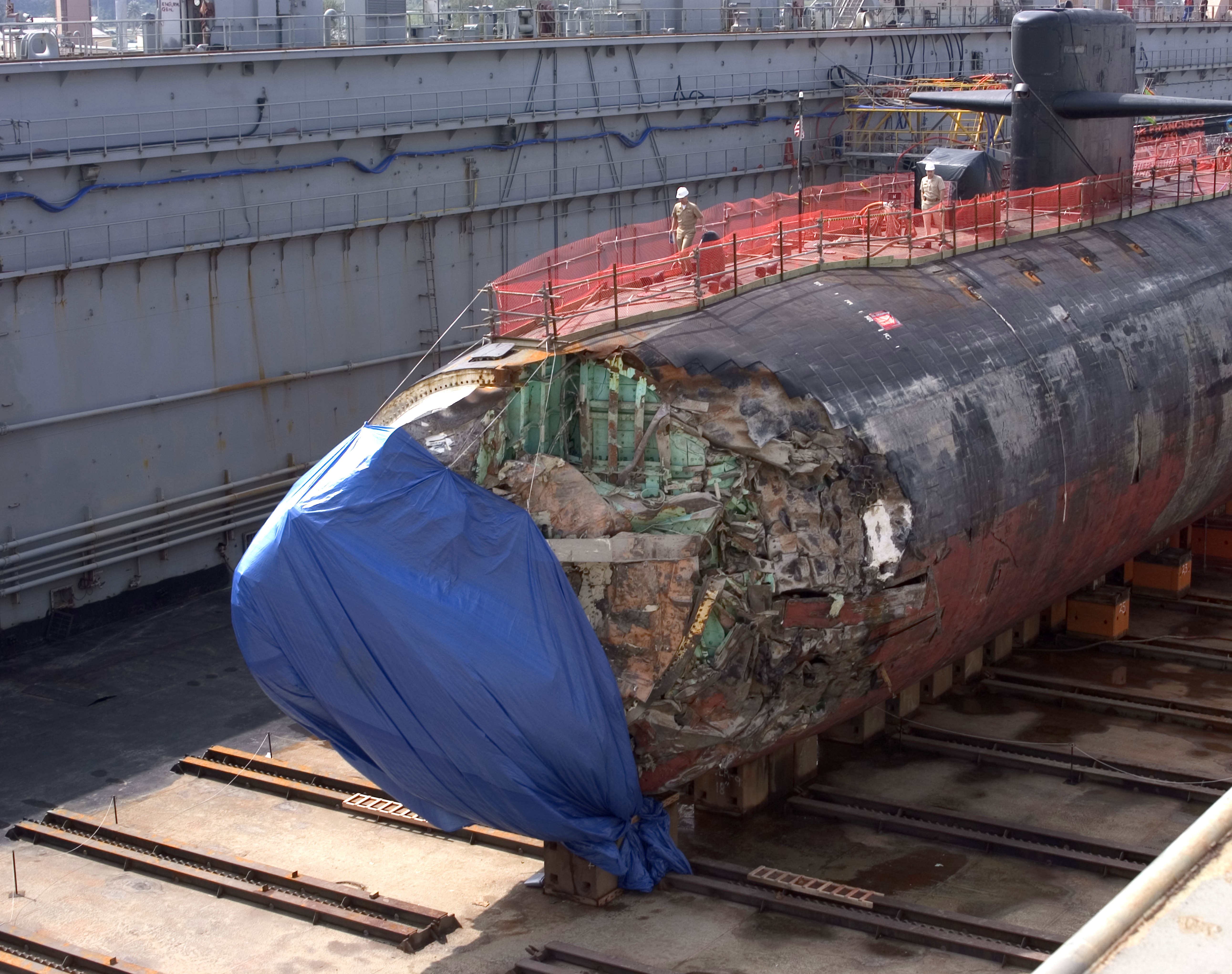
В сухому доці на Гуамі, січень 2005 року.

8 січня 2005 року біля 12:00 години за місцевим часом підводний човен зіткнувся з підводною горою під час занурення. Інцидент стався в 360 милях на південний схід від острова Гуам. У момент інциденту на борту знаходився екіпаж з 137 осіб. В результаті інциденту машиніст 2-го класу Джозеф Аллен Ешлі помер 9 січня від отриманих травм, 23 члена екіпажу отримали різні травми, включаючи переломи кісток, рвані рани, удари і травми спини. 10 січня човен благополучно прибув на острів Гуам. 17 серпня покинув Апра і попрямувала в Бремертон, штат Вашингтон, для проходження ремонту.
У червні 2006 року оголошено про те, що носова секція підводного човна повинна бути замінена. 5 грудня прибула в сухий док військово-морської верфі Puget Sound. 10 жовтня 2008 року знову була спущена на воду після завершення ремонту. Вартість заміни носової секції склала 136 млн доларів США.
3 2009 по 2016 рік човен ніс службу в запланованих розгортаннях в західній частині Тихого океану.
4 листопада 2016 року на військово-морській базі в Пойнт Лома в Сан-Дієго відбулася церемонія виведення з експлуатації. Підводний човен покинув порт приписки Сан-Дієго і прибув в Норфолк, де протягом двох років був перетворений в навчальний корабель. Після завершення перетворення він буде переданий навчальному закладу Nuclear Power School в Чарльстоні, штат Південна Кароліна. Планується, що до 2040 року човен буде задіяний для навчання нового покоління підводників.